# Leon Baconsky
Leon Baconsky (n. 4 mai 1928, Lencăuți, România – d. 22 ianuarie 2019, Cluj-Napoca, România) a fost un  critic  și istoric literar și traducător român.

## Biografie
S-a născut în familia preotului ortodox Eftimie Baconsky și al soției sale, Liuba (născută Marian). Rădăcina tatălui este din Orhei, iar a Liubei din Lăpușna. Ambii părinți provin din răzeși. Leon este fratele mai mic al poetului A. E. Baconsky (1925-1977), respectiv unchi al fostului ministru de externe Teodor Baconschi (n. 1963).
A urmat clasele primare în satul Drepcăuți din județul Hotin (1935-1940), apoi studiile medii la Liceul „Ion Creangă” din Bălți (1943-1944), continuate la Liceul „Al. Lahovary” din Râmnicu-Vâlcea (absolvit în 1951), iar ulterior a studiat la Facultatea de Filologie a Universității din Cluj (absolvită în 1955), unde i-a avut ca profesori pe Dumitru Popovici și Ion Breazu. După absolvirea facultății a predat literatura română contemporană la Universitatea din Cluj (1955-1989), îndeplinind în perioada 1982-1985 funcția de șef al Catedrei de literatură română comparată și teorie literară (1982-1985). Timp de câțiva ani a predat în Franța în calitate de lector de limbă și civilizație română la Universitatea Paris IV (Sorbona) și la Institutul Național de Limbi și Civilizații Orientale din cadrul Universității Paris III (1974-1975; 1976-1977).
A fost căsătorit cu Rodica Baconsky.

## Activitate literară
A debutat în 1954 cu un articol despre Leonid Leonov în revista clujeană Steaua, apoi a publicat studii de istorie literară și comentarii critice în aceeași revistă și în revistele Tribuna și Studia Universitatis „Babeș-Bolyai”, dar a colaborat periodic și la Gazeta literară, Contemporanul, Luceafărul, Secolul 20, Astra etc.
A publicat un volum de critică și istorie literară: Marginalii critice și istorico-literare (1968), a colaborat la mai multe volume colective, a îngrijit ediții ale operelor lui Stejar Ionescu și Gib I. Mihăescu și a tradus, singur sau în colaborare, scrieri ale lui Prosper Mérimée, Marcel Brion, Maurice Rheims etc.
A fost membru al Uniunii Scriitorilor din România, Filiala Cluj.

## Opera
- Marginalii critice și istorico-literare, Editura pentru literatură, București, 1968.

### Volume colective
- Literatura în actualitate, în colab. cu Adrian Marino, Ion Pascadi, Ion Dodu Bălan, Matei Călinescu și Ion Vlad, 1971;
- Studii literare. Din istoria presei culturale și literare românești, 1987;
- Dicționar analitic de opere literare românești, vol. I-IV, coautor, Editura Didactică și Pedagogică, București, 1998-2003 (ed. a II-a definitivă, Casa Cărții de Știință, Cluj-Napoca, 2007);
- Dicționarul general al literaturii române, vol. II-VI, în colaborare, Editura Univers Enciclopedic, București, 2004-2009.

### Traduceri
- Prosper Mérimée, Cronica domniei lui Carol al IX-lea, Editura pentru Literatură Universală, București, 1968 (ed. a II-a, Editura pentru Literatură Universală, București, 1968; ed. a III-a, Ed. Minerva, București, 1978);
- Marcel Brion, Rembrandt, în colab. cu Rodica Baconsky, Editura Meridiane, București, 1973;
- Jean-Marie Casal, Civilizația Indusului și enigmele ei, în colab. cu Rodica Baconsky, Editura Meridiane, București, 1978;
- Maurice Rheims, Infernul curiozității: de la „Marat în baie” la „colțișorul de zid galben”, vol. I-II, în colab. cu Rodica Baconsky, Editura Meridiane, București, 1987;
- Prosper Mérimée, Amor și nebunie, Abaris Press, București, 1993;
- Jean Delisle; Hannelore Lee-Jahnke; Monique Catherine Cormier; Jörn Albrecht; Georges Bastib; Annie Brisset ș.a., Terminologia traducerii, în colab. cu Rodica Baconsky,  Casa Cărții de Știință, Cluj-Napoca, 2005.